# 希少疾病用医薬品
希少疾病用医薬品（きしょうしっぺいよういやくひん、英語: orphan drug (OD) : orphan は孤児を意味する）とは、特定疾患などの薬物療法で必要性が高いのにもかかわらず、患者数が少ないため、製薬会社の採算が取れない処方箋医薬品を指す。

## 日本
日本では、薬機法第77条2で指定された、希少疾病に用いられる医薬品を指す。厚生省は1985年（昭和60年）に「稀用医薬品の製造（輸入）承認申請に際し添付すべき資料について」の通知、「特定疾患治療研究事業」及び「新薬開発推進事業」を設置して、OD開発の促進を図った。
しかし、アメリカ合衆国連邦政府のOD制度に比べ不十分だったため、希少疾病用医薬品の研究開発促進を目的とした、薬事法及び医薬品副作用被害救済・研究振興基金法の改正法案が1993年（平成5年）4月21日に制定され、1993年10月1日より施行されている。さらにこの基金の業務拡大に伴い、1994年4月1日から「医薬品副作用被害救済・研究振興調査機構」に改組され、オーファンドラッグ開発振興業務を行っている

### OD指定を受けるための基準
- 日本における対象患者数が5万人未満であること。（ただし、指定難病の場合は「難病の患者に対する医療等に関する法律（難病法）第5条第1項に規定する人数まで」）
- 医療上、特にその必要性が高いこと。（代替する適切な医薬品等や治療方法がないこと、又は既存の医薬品等と比較して著しく高い有効性効若しくは安全性が期待されることをいう）
- 開発の可能性が高いこと。（当該医薬品等を使用する理論的根拠及び開発計画の妥当性が高いことをいう）

### 支援措置
- 医薬基盤・健康・栄養研究所による助成金の交付（開発に必要な試験研究費の2分の1まで）
- 医薬品医療機器総合機構による優先的な治験相談及び優先審査
- 税制上の優遇（控除割合：平成26年度以前に実施された特別試験研究費（助成金を除く）の12%、平成27年度以降に実施される特別試験研究費（助成金を除く）の20％）
- 指導・助言
- 再審査期間の延長（最長10年まで）

## アメリカ合衆国
アメリカ合衆国では、1983年に「オーファンドラッグ法」が制定され、アメリカ食品医薬品局は対象患者が20万人以下の医薬品をオーファンドラッグとし、税制上の優遇に加え、7年間の市場独占権を認めているが、他の一般的な病気にも有効で製薬企業やバイオテクノロジー企業が大きな利益を得るケースが相次ぎ、過剰保護との指摘もある。